# Districten van Mauritius
Mauritius is verdeeld in negen districten, twee afhankelijke gebieden en één regio:
| # | District           | Hoofdstad             | Opp. (km²) | Inw. (2014) | Kaart                    |
| - | ------------------ | --------------------- | ---------- | ----------- | ------------------------ |
| 1 | Black River        | Bambous               | 259        | 79.671      | Districten van Mauritius |
| 2 | Flacq              | Centre de Flacq       | 298        | 138.349     | Districten van Mauritius |
| 3 | Grand Port         | Rose-Belle            | 260        | 112.869     | Districten van Mauritius |
| 4 | Moka               | Quartier Militaire    | 231        | 83.059      | Districten van Mauritius |
| 5 | Pamplemousses      | Triolet               | 179        | 139.234     | Districten van Mauritius |
| 6 | Plaines Wilhems    | Beau Bassin-Rose Hill | 203        | 369.066     | Districten van Mauritius |
| 7 | Port Louis         | Port Louis            | 43         | 120.376     | Districten van Mauritius |
| 8 | Rivière du Rempart | Mapou                 | 148        | 107.928     | Districten van Mauritius |
| 9 | Savanne            | Souillac              | 245        | 68.713      | Districten van Mauritius |
|   | Afh. gebied        | Hoofdstad             | Opp. (km²) | Inw.        |                          |
|   | Agalega-eilanden   | Vingt Cinq            | 70         | 289         |                          |
|   | Cargados Carajos   | Raphael               | 1          | 63          |                          |
|   | Regio              | Hoofdstad             | Opp. (km²) | Inw. (2014) |                          |
|   | Rodrigues          | Port Mathurin         | 104        | 41.669      |                          |

De districten zijn onderverdeeld in steden(towns) en dorpraadsgebieden (village council area). 
Totdat het in 2002 een zekere mate van autonomie verkreeg, was Rodrigues ook een district van Mauritius.